# Татлер, Брайан
Бра́йан Татлер (англ. Brian Tatler) — британский рок-музыкант, сооснователь, гитарист и единственный бессменный участник хеви-метал-группы Diamond Head.

## Diamond Head
История Diamond Head: Diamond Head

### Формирование
Брайан Татлер и Дункан Скотт вместе начали писать музыку в начале 1976 года. Первоначально Брайан играл на дешёвой fuzz-гитаре, а Дункан на оловянных банках из-под бисквитного печенья.
В 1978 году на студии в Киддерминстере была сделана первая демозапись. Копия этой записи была отправлена Джеффу Бартону из «Sounds». Музыка произвела на Бартона большое впечатление, и он организовал группе интервью. Вскоре Diamond Head начали открывать выступления групп AC/DC и Iron Maiden.

### Влияние
На Брайана Татлера оказывали влияние такие группы, как Scorpions , UFO и Rainbow. Татлер заявил, что его вдохновила игра на гитаре Ричи Блэкмора. Брайан понял, что сформировать группу может любой, было бы только желание.
В настоящее время Брайан Татлер старается не поддаваться влиянию современных групп.

## 1990-е годы

### Распад Diamond Head
В конце 1981 года группа подписывает договор с «MCA Records». Их первой совместной работой стал мини-альбом «Four Cuts» с композициями «Call Me», «Trick Or Treat», «Dead Reckoning», а также изменённой «Shoot Out The Lights». Второй работой стал сингл «In The Heat Of The Night», записанный перед альбомом «Borrowed Time». Двойной сингл с концертными версиями «Play It Loud» и «Sweet And Innocent» был сведён в июне 1982 года из записи в клубе «Zig-Zag Club». На виниле было и интервью участников группы.
В 1983 году на свет появился сингл «Makin’ Music», который должен был стать предшественником одноимённого альбома. Однако альбом вышел под названием «Canterbury». Во время записи альбома группу покинули Дункан Скотт и Колин Кимберли. Колина сменил Мерв Голсуорси (Merv Goldsworthy), хотя несколько треков на пластинке записаны ещё с Кимберли. Робби Франс (Robbie France) сел за барабанную установку. Первые 20 тысяч копий альбома вышли с дефектом — игла перепрыгивала первый трек. Это не могло не сказаться на продажах. В конце концов альбом занял в чартах 32-ю позицию.
Вышедший следом второй «кентерберийский» сингл группы «Out Of Phase», на обратной стороне содержал песню «Kingmaker». Летом 1983 года группа отыграла на «Donnington Rock Festival» и сразу после этого приняла в свои ряды клавишника Джоша Филипса-Горса. В сентябре команда завершила совместное с Black Sabbath европейское турне. И в октябре отыграла серию концертов в поддержку альбома «Canterbury».
В 1984 году Diamond Head готовится к выпуску четвёртого альбома «Flight East», но «MCA» разрывает с ними контракт. После неудачной попытки менеджера группы заключить контракт с «MIDEM», группа распадается.

### Radio Moscow
После раскола группы Diamond Head Брайан Татлер сформировал музыкальную группу Radio Moscow (не путать с современной американской блюз-рок-группой с одноимённым названием) с барабанщиком Карлом Уилкоксом (Karl Wilcox) и басистом Эдди Муханом (Eddie Moohan). У группы Radio Moscow вышло два альбома: «World Service» и «Get A New Life».

## Официальная дискография

### Студийные альбомы
- 1980 — Lightning to the Nations (The White LP)
- 1982 — Borrowed Time
- 1983 — Canterbury
- 1993 — Death and Progress
- 2005 — All Will Be Revealed
- 2007 — What’s in Your Head?
- 2016 — Diamond Head
- 2019 — The Coffin Train
- 2020 — Lighting to the Nations 2020

### Концертные альбомы
- 1992 — The Friday Rock Show Sessions / Live at Reading
- 1994 — Evil Live
- 2000 — Live — In the Heat of the Night
- 2006 — It’s Electric

### Синглыимини-альбомы
- 1980 — Shoot Out the Lights
- 1980 — Sweet and Innocent
- 1981 — Waited Too Long / Play It Loud
- 1981 — Diamond Lights
- 1982 — Four Cuts EP
- 1982 — In the Heat of the Night
- 1982 — Call Me
- 1983 — Makin' Music
- 1983 — Out of Phase
- 1983 — Sucking My Love
- 1993 — Wild on the Streets / I Can’t Help Myself
- 2002 — First Cuts Acoustic EP